# WANIMAのオールナイトニッポン0(ZERO)
『WANIMAのオールナイトニッポン0(ZERO)』（ワニマのオールナイトニッポンゼロ）は、2016年3月30日（29日深夜）に放送を開始した、ニッポン放送のラジオ番組である。

## 概要
「いっしょに遊ぼうぜ!!」「学家でもなく学校でもない､僕たちだけのたまり場」としてWANINAがパーソナリティを務めると、2016年3月23日に発表された。
2018年3月14日（3月13日深夜）の放送で、本番組は3月28日（3月27日深夜）に終了し、4月から第4土曜日に『WANIMAのオールナイトニッポン〜1 CHANCE NIGHT FEVER〜』（ - 〜ワンチャンス・ナイト・フィーバー）が開始することを告げ、ネット局も拡大。土曜深夜3時(土曜2部枠)は2018年4月から『オールナイトニッポン0(ZERO)』として『オールナイトニッポンR』からタイトルを変更したが、本番組は『0(ZERO)』のタイトルは付かなかった。
2018年6月20日（6月19日深夜）は、『WANIMAのオールナイトニッポン』として火曜1部（星野源のピンチヒッター）に放送した。その後、2019年10月18日は、ニッポン放送開局65周年記念『オールナイトニッポン ミュージックウィーク』の一環として金曜1部に放送した。
2019年3月放送回で終了し、4月から毎月1回日曜日に『WANIMAのオールナイトニッポン〜にちようび〜』をスタート。関東ローカル放送となるが、2019年7月8日（7月7日深夜）のみ熊本放送でも放送された。
2020年4月17日の『WANIMAのオールナイトニッポンGOLD』でWANIMAのオールナイトニッポンシリーズの終了を発表。このため、『WANIMAのオールナイトニッポン にちようび』は2020年2月16日放送分が最後の放送となり、WANIMAのオールナイトニッポンシリーズは4年間の歴史に幕を閉じた。
2022年7月16日、同年9月にメンバーの地元である熊本で主催フェス「WANIMA pre. 1CHANCE FESTIVAL 2022」が開催されるのに合わせ、「オールナイトニッポン」土曜一部の枠で一夜限りの復活放送。ただし、土曜1部はニチレイが冠スポンサーの関係上、本来のオードリーと同様「ニチレイpresents」が冠につけられた。なお、ニチレイの商品詰め合わせをプレゼントするコーナーがない為、7月のニチレイ商品詰め合わせのプレゼントはこの週のみメール投稿者に抽選でプレゼントする形に変えられた。

## パーソナリティ
- WANIMA
  - KENTA（松本健太）
  - KO−SHIN（西田光真）
  - FUJI（藤原弘樹）

## ゲストおよびその他の出演者

### 2016年
- 4月19日 - Hi-Hi（事前収録）
- 6月14日 - レイザーラモンRG[8]
- 8月23日 - 篠崎愛[9]
- 10月18日 - 横山健[10]

### 2017年
- 8月22日 - 綾小路翔（氣志團）[11]
- 8月29日 - 餓鬼レンジャー
- 10月17日 - ブルボンヌ[12]
- 10月24日 - TAKUMA（10-FEET）
- 11月22日 - 新内眞衣（乃木坂46）
- 12月12日 - 和牛[13]

## 放送休止
- 2020年3月1日深夜（2日早朝）の『にちようび』は当初は放送予定であった。しかし2月29日・3月1日の福井サンドーム公演と3月7日・8日の愛媛県武道館公演が新型コロナウィルスの拡散防止のあおりを受けて中止している状況等を踏まえ、所属事務所、レコード会社と協議した結果、直前に放送中止が決まった。かわって、『ZERO』時代に前後の番組として交流のあった『上柳昌彦 あさぼらけ』の上柳昌彦が急きょピンチヒッターを務める『サウンドコレクション〜WANIMA特集〜』が放送され、リスナーからのリクエストとメッセージが随時紹介された[14][15]。

## テーマ曲
- オープニング：スキャットマン・ジョン「Scatman (Ski Ba Bop Ba Dop Bop)」
- エンディング（3時台）：空想委員会「拝啓、我執」→HUSKING BEE「WALK」[要出典]
- エンディング：ハーブ・アルパート＆ティファナ・ブラス「BITTERSWEET SAMBA」

## スタッフ
- ディレクター：鈴木賢一
- AD：荒木勇太郎
- ミキサー：西美香
- 構成：宇野コーへー[16]・小川でやんす[17]
- LINE LIVEスイッチング：大沢和隆
- LINE LIVEコメント：蝦名拓也